# Vouzela
Vouzela est une municipalité (en portugais : concelho ou município) du Portugal, située dans le district de Viseu et la région Centre.

## Géographie
Vouzela est limitrophe :
- au nord, de São Pedro do Sul,
- à l'est, de Viseu,
- au sud, de Tondela et de la portion « secondaire » d'Oliveira de Frades,
- au sud-ouest, d'Águeda,
- au nord-ouest, de la portion « principale » d'Oliveira de Frades.

## Histoire
La municipalité a été créée en 1836, par division de l'ex-municipalité de Lafões en deux nouveaux conselhos : São Pedro do Sul et Vouzela. L'histoire du comté Vouzela ne peut être dissociée de l'histoire de Lafões. En citant Amorim Girão "Lafões reste en plein cœur de Beira Alta".
Actuellement, le comté Lafões est divisé en trois comtés: Vouzela, Oliveira de Frades et Pedro do Sul.

### Origines
Le nom de Vouzela proviendrait selon les chercheurs, de l'arabe[réf. nécessaire]. Si l'on analyse ce mot, on se rend compte que -Vou- et -zella sont issus de Vouga et de Zella, les fleuves qui traversent la ville.

## Démographie
| 1801 | 1849  | 1900   | 1930   | 1960   | 1981   | 1991   | 2001   | 2004   |
| ---- | ----- | ------ | ------ | ------ | ------ | ------ | ------ | ------ |
| -    | 7 372 | 14 168 | 15 164 | 15 641 | 13 407 | 12 477 | 11 916 | 11 807 |

| 2011   | - | - | - | - | - | - | - | - |
| ------ | - | - | - | - | - | - | - | - |
| 10 564 | - | - | - | - | - | - | - | - |

## Culture
Fruit de l'héritage culturel énorme, le comté de Vouzela a un large éventail de structures et de projets dont l'objectif principal est de revitaliser et de faire connaître les nombreuses traditions du territoire.
Musée, bibliothèque de la ville et le ciné-théâtre John Ribeiro sont des espaces privilégiés pour la promotion de la culture. À la suite de la politique culturelle de la municipalité, la culture s'est répandue dans tout le comté, due entre autres au fort dynamisme des associations locales. Aujourd'hui, les rues et les places remplies de soleil, les églises pleines d'or et l'Ermida da Senhora do Castelo sont en parfaite harmonie avec l'hospitalité des gens.

### La littérature à travers Vouzela
Correia de Oliveira chantait d'elle « Ai Vouzela como os cristãos a adoravam e os mouros gostavam dela! » prônant son antiquité et sa grandiosité.

### Culinaire
La région compte de nombreuses spécialités culinaires, parmi lesquelles les Vitela de Lafões mais aussi le célèbre Vinho Verde.

## Subdivisions
La municipalité de Vouzela groupe 12 paroisses (freguesia, en portugais) :
- Alcofra
- Cambra
- Campia
- Carvalhal de Vermilhas
- Fataunços
- Figueiredo das Donas
- Fornelo do Monte
- Paços de Vilharigues
- Queirã
- São Miguel do Mato
- Ventosa
- Vouzela

## Personnalité liée à la commune
Paulo Alexandre, né en 1931, à Vouzela, a composé, chanté et vendu à plus de 20 000 exemplaires, une chanson à la gloire du vinho verde, dont le refrain est en deux couplets  :
| Vamos brindar com vinho verde Que é do meu Portugal E o vinho verde me fará recordar A aldeia branca que deixei atrás do mar. | Allons trinquer au vinho verde Qui est de mon Portugal Et le vinho verde me rappellera Mon village blanc derrière la mer. |

| Vamos brindar com verde vinho P'ra que possa cantar, canções do Minho Que me fazem sonhar, Com o momento de voltar ao lar. | Allons trinquer au vinho verde Qu'on puisse chanter, les chansons de Minho Qui font me font rêver, Au moment de retourner à la maison |

## Description du blason
Description héraldique
Armes - noir avec une tour d'or ouverte et lumineuse, sur un font de verdure mis en évidence et entrecoupé par une bande de bleu à franges d'argent.
La tour est accompagnée de deux croissants d'argent chacun d'entre eux surmontés d'une étoile à cinq branches du même métal. Au-dessus on distingue un soleil d'or et une lune d'argent.
La couronne murale à quatre tours d'argent.
Le Drapeau - quartiers jaune et rouge avec les armoiries.
Cordons et glands d'or et de rouge. Le personnel et la lance d'or.
Au sein des cercles concentriques les mots de la ville de Vouzela.